# Philodryas georgeboulengeri
Espèce
Statut de conservation UICN

 LC  : Préoccupation mineure
Synonymes
- Oxybelis boulengeri Procter, 1923
- Xenoxybelis boulengeri (Procter, 1923)
- Philodryas boulengeri (Procter, 1923)

Philodryas georgeboulengeri  est une espèce de serpents de la famille des Dipsadidae.

## Répartition et habitat
Cette espèce se rencontre au Brésil, au Pérou et en Bolivie. On la trouve entre 50 et 260 m d'altitude. Elle vit dans la forêt tropicale humide de basse altitude.

## Description
Xenoxybelis boulengeri a un corps très élancé. Sa tête est brun olive sur le dessus, vert vif sur les côtés et jaune vert au niveau du menton. Une ligne sombre s'étend de la pointe du museau jusqu'à la nuque en passant par l’œil. Celui-ci est grand, mesurant plus du cinquième de la longueur totale de la tête. Son dos est olive et présente deux fines lignes latérales sombres. Sa face ventrale est marquée d'une large bande vert foncé au milieu de laquelle figure une ligne vert pâle. Sa queue, vert olive, est marquée de chaque côté par une ligne crème devenant vert pâle puis disparaissant en arrivant à la moitié postérieure.

## Comportement
C'est une espèce diurne et arboricole.

## Taxinomie
Décrite sous le nom d'Oxybelis boulengeri par Joan Beauchamp Procter en 1923, cette espèce a été déplacée dans le genre Xenoxybelis par Machado en 1993. En 2009, Zaher et al.la déplacent dans le genre Philodryas, constatant que le nom Philodryas boulengeri est préoccupée par Philodryas boulengeri Werner 1909, Grazziotin et al. la renomment Philodryas georgeboulengeri.

## Étymologie
Cette espèce est nommée en l'honneur de George Albert Boulenger.

## Publications originales
- Grazziotin, Zaher, Murphy, Scrocchi, Benavides, Zhang & Bonatto, 2012 : Molecular phylogeny of the New World Dipsadidae (Serpentes: Colubroidea): a reappraisal. Cladistics, vol. 28, no 5, p. 437-459.
- Procter, 1923 : On new and rare reptiles from South America. Proceedings of the Zoological Society of London, vol. 1923, p. 1061-1068 (texte intégral).